# Културно-просветно дружество на българите в Жупа „Български мохамедани“
Културно-просветно дружество на българите в Жупа „Български мохамедани“ е неправителствена организация на българите-мюсюлмани в района на областта Жупа, Косово, основана в село Долно Любине. Председател на организацията е Фикрет Карадолами.

## История
Културно-просветното дружество е регистрирано на 27 май 2004, с председател Фикрет Карадолами.

## Структура
Централата на дружеството е в село Долно Любине, влияние има и в село Горно Любине. Двете села имат общо около 4600 жители, или около половината от населението на долината на областта Жупа.

## Задачи
Основните задачи на дружеството са:
1. Да обедини българите в Косово с цел да поддържат, развиват и представят културата и традициите на българската общност в Косово
2. Да работи за задълбочаване на връзките за интелектуално обединение на българите на Балканите
3. Да поддържа и окуражава литературното творчество
4. Да запознава членовете и техните фамилии с древната българска история и култура